# Schinderhannes
Schinderhannes é um gênero da família Anomalocaridae conhecido a partir de um espécime da Hunsrück Slate (Alemanha) do Devoniano inferior. Sua descoberta foi surpreendente porque anteriormente, dos Anomalocaridae só se conhecia os fósseis do Cambriano, 100 milhões de anos antes.
Anomalocarídeos são organismos, tais como o Anomalocaris, pensados como sendo parentes distantes dos artrópodes, que parecem bastante diferentes de qualquer organismo vivo atual, tinham um exoesqueleto segmentado, com lóbulos laterais usados para a natação, grandes olhos compostos, e um par de apêndices utilizado como garras lembrando a cauda de um camarão, que se pensa ter passado comida por uma boca em forma de anel de abacaxi.

## Descoberta
O primeiro e único espécime foi descoberto na pedreira Bocksberg-Eschenbach em Bundenbach, e levou o nome do bandido Schinderhannes que frequentava a zona. Seu epíteto específico, bartelsi honra a Christopher Bartels, um especialista em Hunsrück Slate. O espécime está conservado no Museu de História Natural de Mainz.

## Morfologia
Schinderhannes mede uns 10 cm de largura; igual a outros anomalocarídeos, possui um par de apêndices grandes (muito similares ao Hurdia) e uma boca radial em forma de fatia de abacaxi. Tem 12 segmentos corporais; grandes lóbulos sobressaem de seu 11º segmento que se localiza atrás da cabeça.

## Ecologia
Seu intestino é preservado de forma tipicamente encontrada nos predadores, e este estilo de vida é suportado pela natureza de seus grandes apêndices, e o tamanho de seus olhos. Esse organismo claramente nadava, e se propulsaria com os lóbulos do 11º segmento. Estes lóbulos derivaram dos lóbulos laterais dos anomalocarideos cambrianos.

## Significado
O organismo permite a classificação dos primeiros artrópodes resolvidos em algum grau. O organismo está classificado como um artrópode verdadeiro, estando mais próximo deste grupo do que o Anomalocaris. Para analogia, Schinderhannes poderia ser uma “tia” dos artrópodes, enquanto o Anomalocaris seria uma “tia-avó”. Isto sugere que o grupo dos anomalocarídeos é, na verdade, parafilético, ou seja, os artrópodes descendem dos anomalocarídeos. Eles também parecem sugerir que os membros birramoso dos artrópodes parecem ter surgido através da fusão dos lóbulos laterais dos anomalocarídeos e brânquias. O fóssil tem outras implicações – isso mostra que o grupo dos primeiros artrópodes com “grandes apêndices” não é um grupo natural.
A descoberta do organismo foi mais significativa devido à enorme extensão que causou a gama dos anomalocarídeos: o grupo só havia sido conhecido por lagerstatte do Cambriano Inferior e médio, 100 milhões de anos atrás. Isso sublinhou a utilidade de lagerstattes como o Hunsrück Slate: estes fósseis excepcionalmente preservados podem ser a única oportunidade disponível para se observar as formas não mineralizadas.

## ligações externas
- Origin of claws seen in 390-million-year-old fossil
- Panda's Thumb: Schinderhannes bartelsi
- ScienceBlogs: Schinderhannes bartelsi, by PZ Myers